# 博里西 (亞沃里夫區)
50°0′47″N 23°23′37″E / 50.01306°N 23.39361°E
博里西（烏克蘭語：Бориси），是烏克蘭的村落，位於該國西部利沃夫州，由亞沃里夫區負責管轄，始建於1725年，面積0.08平方公里，海拔高度248米，2001年人口39，人口密度每平方公里487.5人。